# Piotr Kaprałow
Piotr Michajłowicz Kaprałow (ros. Пётр Михайлович Капралов, ur. we wrześniu 1906 we wsi Korsun w guberni symbirskiej, zm. 1964 w Moskwie) – funkcjonariusz radzieckich służb specjalnych, generał major, minister bezpieczeństwa państwowego Litewskiej SRR (1949-1952).

## Życiorys
Skończył trzyklasową szkołę podstawową, był kurierem telefonistą lokalnego komitetu partyjnego, od listopada 1925 do września 1928 kursant szkoły piechoty Armii Czerwonej im. Lenina w Uljanowsku, od lipca 1927 członek WKP(b). Od września 1928 w wojskach pogranicznych OGPU, 1933 dowódca dywizjonu, od maja 1935 do czerwca 1938 naczelnik szkoły młodszej kadry dowódczej i szef sztabu 59 pułku kolejowego NKWD w Rostowie nad Donem, od 16 lipca 1936 starszy porucznik, a od 17 września 1937 kapitan, od czerwca 1938 do lutego 1940 studiował w Instytucie Orientalistyki w Moskwie. Od lutego do maja 1940 pomocnik dowódcy samodzielnego batalionu specjalnej jednostki wojsk pogranicznych NKWD, 13 marca 1940 awansowany na majora, od 20 maja 1940 w rezerwie, od 14 do 22 sierpnia 1941 starszy pełnomocnik operacyjny Oddziału 1 Wydziału 7 Zarządu Oddziałów Specjalnych NKWD ZSRR, od 22 sierpnia 1941 do 30 czerwca 1942 starszy pełnomocnik operacyjny i zastępca szefa Oddziału 2 Wydziału 6 Zarządu Wydziałów Specjalnych NKWD ZSRR, 20 września 1941 mianowany starszym porucznikiem, a 30 kwietnia 1942 kapitanem bezpieczeństwa państwowego. Od 30 czerwca 1942 do 29 kwietnia 1943 szef Oddziału 1 Wydziału 6 Zarządu Wydziałów Specjalnych NKWD ZSRR, 11 lutego 1943 awansowany na podpułkownika bezpieczeństwa państwowego, od 7 czerwca 1943 do 26 lipca 1944 zastępca szefa Zarządu Kontrwywiadu Smiersz NKWD ZSRR, 3 czerwca 1944 mianowany pułkownikiem bezpieczeństwa państwowego. Od 26 lipca 1944 do 8 maja 1947 zastępca ludowego komisarza/ministra spraw wewnętrznych Litewskiej SRR, 16 lutego 1945 mianowany komisarzem bezpieczeństwa państwowego, a 9 lipca 1945 generałem majorem. Od 8 maja 1947 do 1 października 1948 szef Zarządu "2-N" i zastępca ministra bezpieczeństwa państwowego Litewskiej SRR, później zastępca ministra, a od 21 kwietnia 1949 do 31 marca 1952 minister bezpieczeństwa państwowego Litewskiej SRR. Od 31 marca 1952 do 16 marca 1953 szef Zarządu MGB Kraju Nadmorskiego, od 16 marca 1953 do 26 marca 1954 szef Zarządu MWD Kraju Nadmorskiego, od 26 marca 1954 do 3 lutego 1956 szef Zarządu KGB obwodu orłowskiego, 21 marca 1956 zwolniony ze służby. Deputowany do Rady Najwyższej ZSRR 3 kadencji.

## Odznaczenia
- Order Lenina (dwukrotnie - 20 lipca 1950 i 24 listopada 1950)
- Order Czerwonego Sztandaru (dwukrotnie - 12 maja 1945 i 24 sierpnia 1949)
- Order Kutuzowa II klasy (31 maja 1945)
- Order Wojny Ojczyźnianej II klasy (8 kwietnia 1947)
- Order Czerwonej Gwiazdy (dwukrotnie - 14 kwietnia 1943 i 3 listopada 1944)
- Odznaka "Zasłużony Funkcjonariusz NKWD" (22 marca 1946)

I 4 medale.